# Walden (Nueva York)
Walden es una villa ubicada en el condado de Orange en el estado estadounidense de Nueva York. En el año 2000 tenía una población de 6,164 habitantes y una densidad poblacional de 1,208 personas por km².

## Geografía
Walden se encuentra ubicada en las coordenadas 41°33′41″N 74°11′22″O / 41.56139, -74.18944. Según la Oficina del Censo, la ciudad tiene un área total de 14 km² (5,4 mi²), de la cual 14 km² (5,4 mi²) es tierra y 0 km² (0 mi²) (0%) es agua.

## Demografía
Según la Oficina del Censo en 2000 los ingresos medios por hogar en la localidad eran de $43,507, y los ingresos medios por familia eran $49,316. Los hombres tenían unos ingresos medios de $37,929 frente a los $25,701 para las mujeres. La renta per cápita para la localidad era de $18,485. Alrededor del 9.8% de la población estaban por debajo del umbral de pobreza.